# Erwin van den Eshof
Erwin van den Eshof (1976) è un regista olandese.

## Biografia
Erwin van den Eshof è nato nel 1976 nei Paesi Bassi.
Ha esordito come regista nel 2003 col cortometraggio Vrouwenvlees. Dopo aver diretto altri cortometraggi, nel 2006 dirige il suo primo film cinematografico, Dood eind. Il successo lo ottiene però nel 2017 con il film Misfit. Il successo del film poterà il regista a realizzarne un remake, due sequel ed una serie televisiva.

## Filmografia

### Regista

#### Cinema
- Vrouwenvlees - cortometraggio (2003)
- Schemer - cortometraggio (2003)
- De herinnering - cortometraggio (2003)
- Dood eind (2006)
- Harry Doright's Prelude to Hell - cortometraggio (2008)
- Pieflos, de Oksellikkende Heks - cortometraggio (2010)
- Off Road - cortometraggio (2010)
- Snuf de hond en het spookslot (2010)
- Zombibi (2012)
- Popoz (2015)
- Misfit (2017)
- Elvy's Wereld So Ibiza! (2018)
- Misfit (2019)
- Misfit 2 (2019)
- Misfit 3: De Finale (2020)

#### Televisione
- Popoz – serie TV, 11 episodi (2013-2014)
- De Ludwigs – serie TV, 58 episodi (2016-2019)
- Hunter Street – serie TV, 30 episodi (2017-2021)
- De Ludwigs: Wie is de Dief? – miniserie TV, 2 episodi (2017)
- Drunk History: Bezopen Verhalen – serie TV, 2 episodi (2019)
- Misfit - Fuori posto: La serie (Misfit: The Series) – serie TV, 8 episodi (2021)

## Riconoscimenti
- 2006 – Nederlands Film Festival
  - Prize of the City of Utrecht per Dood eind

- 2015 – Golden and Platin Film
  - Golden Film – 100.000 Admissions per Popoz (con Martijn Smits, Alain De Levita, Joris van Wijk e Kaja Wolffers)

- 2016 – Austin Fantastic Fest
  - Nomination Premio della Giuria per Popoz (con Martijn Smits)

- 2016 – Nederlands Film Festival
  - Nomination Audience Award per Popoz (con Martijn Smits)

- 2017 – Golden and Platin Film
  - Golden Film – 100.000 Admissions per Popoz (con Erik Engelen, Andrew Ernster, Tarik Traidia e Thomas Wolff)

- 2018 – Golden and Platin Film
  - Golden Film – 100.000 Admissions per Elvy's Wereld So Ibiza! (con Erik Engelen, Nathalie Moser, Denise van Alphen, Anne Roosen van der Linden, Lisa May Visser e Thomas Wolff)

- 2019 – Golden and Platin Film
  - Golden Film – 100.000 Admissions per Misfit 2